# Henri Caillemer
Pour les articles homonymes, voir Caillemer.
Henri Caillemer, homme de lettres sous le pseudonyme de Charles Mauban, conseiller des affaires culturelles, né le 16 novembre 1907 à Grenoble et mort le 3 mars 1981 à La Roche-sur-Yon, est un homme politique français, député de la Vendée de 1958 à 1962.

## Biographie

### Jeunesse et études
Henri Caillemer est le fils de Robert Caillemer (1875-1921), successivement professeur des Facultés de droit de Grenoble, Aix-en-Provence, puis Paris, et de Denise Giraud (1882-1939). Par cette dernière, issue d'une famille de juristes poitevins, Henri Caillemer héritera du château de Choisy, dont il fera sa résidence dans la commune du Givre.
Il effectue ses études secondaires au lycée Champollion puis au lycée Henri-IV. Il est lauréat du Concours général. Ayant obtenu le baccalauréat, il suit les cours de l'École libre des sciences politiques et de l'université de Paris en droit. Il obtient une licence de droit, un DES en droit, ainsi qu'une médaille des études grecques. Il suit des cours à l'École du Louvre.

### Parcours professionnel
Il prend le pseudonyme de Charles Mauban, publie plusieurs romans et textes, ainsi qu'une traduction de Pigs have wings (Le Plus beau cochon du monde), de Pelham Grenville Wodehouse. Il collabore à la Revue des deux Mondes, à La Revue du siècle, à La Revue du XXe siècle, à Combat et à La Nouvelle Revue française, ainsi qu'à l'hebdomadaire Rivarol de 1951 à 1957.
D'abord délégué régional à la Jeunesse du Lyonnais en 1940, sous le régime de Vichy, il exerce diverses fonctions dans l'administration centrale chargée de la jeunesse, jusqu'à devenir en 1942 directeur du Secrétariat général à la Jeunesse, chargé de la zone sud. Il collabore à la revue Idées, revue pro-vichyste, créée par René Vincent, en novembre 1941, où il s'attaque aux ennemis de l'intérieur, francs-maçons, juifs, capitalistes. Il est décoré de l'ordre de la Francisque.
Installé en Vendée après la Libération, il est élu député dans la 2e circonscription de la Vendée en 1958 sous l'étiquette Indépendants et paysans, face au radical-socialiste Pierre Nau, conseiller  général et maire de Luçon. Il est nommé membre du Sénat de la Communauté.
Ayant participé en 1959 à la création du Rassemblement pour l'Algérie Française, puis en 1960 à celle du Front national pour l'Algérie française, il appelle à voter non lors des référendums du 8 janvier 1961 sur l'autodétermination de l'Algérie et du 8 avril 1962 sur l'approbation des accords d'Évian.
Battu en 1962 par Marcel Bousseau (UNR), il est nommé en 1963 conseiller culturel auprès de l'ambassade de France en Afghanistan (1963-1968). Il occupe ensuite le même poste en Norvège et à Chypre et prend sa retraite en 1973.

## Mandats locaux
- Maire du Givre (1953-1981)
- Conseiller général du canton de Moutiers-les-Mauxfaits (1956-1960 ; 1975-1981)

## Résumé et accueil critique de son œuvre

### Les Feux du matin
Les Feux du matin est le premier roman de Charles Mauban, un auteur qui suscite déjà un certain intérêt dans le milieu littéraire, avec des échos allant jusqu'à des réflexions sur une possible nomination au prix Goncourt.
Le récit explore la sensualité d’un jeune protagoniste, dont l’innocence enfantine est progressivement confrontée à une réalité plus sombre. L’histoire prend un tournant tragique lorsque ce personnage commet un acte d’inceste, un crime lourd de conséquences, similaire aux dilemmes moraux d'Œdipe ou à ceux de la tragédie de Phèdre. Cependant, contrairement aux récits classiques, Mauban opte pour une approche moins explicite et plus discrète, dépeignant la relation entre le fils d'un premier mariage et sa belle-mère, tante Simone, avec une certaine délicatesse.
Robert Kemp considère Les Feux du matin comme « le roman d'un débutant » qui « agite les esprits» et suscite des réactions contrastées. Il reconnait que le livre est « parfois délicieusement écrit » et souligne que l'auteur, Charles Mauban, « analyse à ravir » une « sensualité d'enfant» tout en le qualifiant de « prétentieux» en raison du sujet délicat qu'il aborde, à savoir l'inceste. Il précise que malgré la gravité du thème, le roman est « presque chaste » et que Mauban se montre discret dans son traitement des scènes délicates, se comparant même à « Fénelon » . Toutefois, Kemp questionne la légitimité de faire « profiter d'une propagande exceptionnelle » un ouvrage traitant de tels sujets, suggérant que son talent ne devrait pas être utilisé de cette manière. En conclusion, il semble prudent quant à l'accueil du roman, évoquant une prudence similaire à celle de la « curie romaine » avec un « Non oportet ».

## Œuvres
- Les Feux du matin [Charles Mauban], roman. Paris, Bernard Grasset, 1933
- Le Beau Navire [Charles Mauban], roman. Paris, Gallimard, 1936
- Le Pain des larmes [Charles Mauban], récit. Paris, Gallimard, 1938, prix Louis-Paul-Miller de l’Académie française en 1939
- Condition de la poésie [Charles Mauban]. Paris, Combat, Les Cahiers de combat, n ̊ 2, 1939
- Le Chemin du silence [Charles Mauban], roman. Paris, A. Michel, 1947
- Islam blanc sous le toit du monde [Henri Caillemer]. Paris, Société continentale d'éditions modernes illustrées, 1969

## Distinctions
- Chevalier de la Légion d'honneur
- Croix de guerre 1939-1945
- Médaille des évadés
- Officier des Palmes académiques
- Étoile d'Afghanistan
- Prix Louis-Paul-Miller de l’Académie française